# Bloc Québécois
Het Bloc Québécois (BQ) is een sociaaldemocratische politieke partij in Canada. De partij streeft naar onafhankelijkheid voor de Canadese provincie Quebec.

## Geschiedenis
Het Bloc Québécois werd in 1990 opgericht door separatische liberale en conservatieve parlementsleden, die ontevreden waren over de op handen zijnde wijziging van de Canadese grondwet, waar toen over onderhandeld werd door minister-president Brian Mulroney en de provinciale premiers, waaronder Robert Bourassa van Quebec. De coalitie van tegenstanders onder leiding van ex-minister Lucien Bouchard zou eigenlijk van tijdelijke aard zijn, maar in een tussenverkiezing van 1990 werd de eerste BQ kandidaat verkozen, vakbondsman Gilles Duceppe.
In de verkiezingen van 1993 won het Bloc Québécois 54 zetels en werd daarmee de Officiële Oppositie van de Liberalen. In 1994 werd Jacques Parizeau tot premier verkozen van de Quebec, en een jaar later volgde de provinciale partij Parti Québécois met een referendum voor de onafhankelijkheid van de provincie Quebec. Lucien Bouchard als leider van het BQ onderhandelde een akkoord uit met de andere voorstanders, waaronder de Action Démocratique du Québec. De uitslag van het referendum was met de kleinste marges een Non, waarop Parizeau aftrad, en Bouchard een jaar later premier zou worden. Michel Gauthier zou een jaar lang leider zijn van het BQ, maar hij werd in 1997 afgewisseld door Gilles Duceppe, die tot op de dag van vandaag leider is van de partij.
De 1997 en 2000 verkiezingen zullen op een nederlaag uitlopen, maar in 2004 won het Bloc weer zetels terug, onder meer door het Sponsorship scandal bij de Liberale Partij van Jean Chrétien. In 2006 zouden de Conservatieven het onverwacht sterk doen in Quebec, zodat het Bloc weer zetels verloor.
Bij federale verkiezingen in 2011 zakte het Bloc terug tot 4 zetels. De meeste zetels werden verloren aan de New Democratic Party van Jack Layton. Ook partijleider Gilles Duceppe verloor zijn zetel.

## Standpunten
Het verkiezingsprogramma van het Bloc Québécois van 2006 laat onder meer de volgende standpunten zien:
- Onafhankelijkheid voor de provincie Quebec
- Vergroten van het budget van ontwikkelingshulp.
- Uitvoering van het Kyoto Protocol.
- Extra belasting op de winst van grote oliemaatschappijen.

## Verkiezingen voor hetCanadees Lagerhuis, 1993–2011
| Jaar | # kandidaten | # zetels | # stemmen | % stemmen (landelijk) | % stemmen (Quebec) |
| ---- | ------------ | -------- | --------- | --------------------- | ------------------ |
| 1993 | 75           | 54       | 1.835.784 | 13,52%                | 49%                |
| 1997 | 75           | 44       | 1.385.821 | 10,67%                | 38%                |
| 2000 | 75           | 38       | 1.377.820 | 10,72%                | 40%                |
| 2004 | 75           | 54       | 1.672.874 | 12,40%                | 49%                |
| 2006 | 75           | 51       | 1.552.043 | 10,48%                | 42,1%              |
| 2008 | 75           | 49       | 1.379.991 | 9,98%                 | 38,1%              |
| 2011 | 75           | 4        | 889.788   | 6,0%                  | 23,4%              |

Vertegenwoordigd in het Canadees Lagerhuis:
Bloc Québécois · Conservatieve Partij van Canada · Groene Partij van Canada · Liberale Partij van Canada · Nieuwe Democratische Partij van Canada
Voor partijen die niet in het Lagerhuis vertegenwoordigd zijn, provinciale partijen, en opgeheven partijen, zie Lijst van Canadese politieke partijen.